# هنريك روبرت
هنريك روبرت (بالنرويجية: Henrik Robert)‏ (و. 1887 – 1971 م) هو ربان ‏ نرويجي، ولد في هوروم (النرويج)، شارك في الألعاب الأولمبية الصيفية 1924، توفي في أسكر، عن عمر يناهز 84 عاماً.

## روابط خارجية
- هنريك روبرت على موقع أوليمبيديا (الإنجليزية)